# Замок Нагоя
За́мок Наго́я (яп. 名古屋城 нагоя-дзё:) — древний японский замок, расположенный в центре города Нагоя (префектура Айти, Япония).
Построен в 1612 году как главный замок ветви рода сёгунов Токугава из провинции Овари. До 1871 года служил политико-административным центром княжества Овари. В 1872—1930 годах находился под управлением правительства Японской империи, после чего перешёл в собственность города Нагоя. До 1945 года находился в списке Национальных сокровищ Японии, однако был разрушен авиацией США во время Второй мировой войны. Частично отстроен в 1959 году из железобетона на пожертвования жителей города Нагоя.
Замок Нагоя относится к равнинным замкам. Состоит из пяти уровней и семи этажей, внутри замка действует музей истории города Нагоя. Для внешнего вида замка характерны типичные черты архитектуры периода Адзути-Момояма.
Сегодня служит музеем и символом Нагои. Внесён в число национальных исторических памятников Японии.

## История

### Период междоусобиц
Замок Нагоя обязан своим происхождением крепости «Ивовый двор» (яп. 柳ノ丸). В первой половине XVI века её возвёл правитель восточной провинции Суруга, Имагава Удзитика, в качестве форпоста в западной провинции Овари. Считается, что эта крепость находилась на территории второго двора современного Нагойского замка. В 1532 её захватил правитель Овари, Ода Нобухидэ, и переименовал в замок Нагоя (старое написание «Нагоя» на японском: 那古野).
Несколько лет этот замок служил резиденцией Нобухидэ, впоследствии он передал замок своему 5-летнему сыну, Оде Нобунаге. Последний пребывал в нём до 1555 года, до переноса своей ставки в соседний замок Киёсу. После этого Нагойская крепость была заброшена и оставалась пустующей на протяжении долгого времени.

### Период Эдо
Исторически роль центра провинции Овари играл Киёсу, однако из-за смены политической обстановки после битвы при Сэкигахаре и незащищённости Киёсу от наводнений, в 1609 году новый сёгун Японии Токугава Иэясу решил перенести центр владений Овари в Нагою, приказав заложить в ней замок. В 1610 году политически неблагонадёжные западно-японские феодалы получили правительственный приказ и приступили к строительству замка Нагоя.
Ответственными за строительство были назначены пятеро, а руководителями работ — девять сановников. Разметкой территории занимался Макино Сукэуэмон. Каменные стены замка возводили ремесленные группы разных вельмож, а каменный фундамент главной башни сооружали по проекту Като Киёмасы, имевшего значительный опыт в замковом строительстве. Возведением самой башни руководил Кобори Масакадзу, а плотницкие работы выполняла группа ремесленников под управлением Накаи Масакиё. К 1612 году практически вся пятиэтажная главная башня, основной символ замка, была готова.
Во время строительства произошёл переход населения из Киёсу в Нагою. Он длился с 1612 года, когда началось строительство призамкового поселения и раздача земельных наделов, до 1616 года, когда в замок въехал новый хозяин Токугава Ёсинао, патриарх рода Токугава в Овари. В результате в Нагою перебралось большое количество самураев, мещан и купцов. В город также перенесли 3 синтоистские святилища, 110 буддистских храмов и малую башню замка Киёсу.
Нагойский замок был богато украшен. Золотые обереги сятихоко сверкали на крыше пятиярусной главной башни и были видны за десятки километров от Нагои. Замок имел пять основных обширных дворов, в главном из которых находился роскошный дворец для правителя Овари и приема сёгунов. В 1634 году, после посещения Нагои 3-м сёгуном Токугавой Иэмицу во время его поездки в Киото, во втором дворе замка построили большой дворец, в котором высший военный лидер страны мог бы останавливаться впредь. Там же, во втором дворе, размещался самый крупный по тогдашним меркам японский сад — главное место отдыха правителей Нагои.

### Новое время
После ликвидации сёгуната Токугава и реставрации прямого императорского правления в 1868 году Токугава Ёсикацу, 14-й правитель княжества Овари и хозяин замка в Нагое, предложил новому правительству разрушить этот замок, а золотые сятихоко передать в государственную казну. Однако немецкий посол Макс фон Брант и полковник японской армии Накамура Сигэо подали прошение, благодаря которой глава военного министерства Японии Ямагата Аритомо решил сохранить часть замка, оставив нетронутыми его главную башню и основной двор.
С 1872 года на территории замковых дворов, кроме главного, расквартировался третий отдел Токийского гарнизона, который в 1873 году был переформирован в Нагойский гарнизон, а с 1888 года стал называться 3-й дивизией Императорской армии Японии. Главный штаб этой дивизии размещался в замке до 1945 года.
В 1891 года Нагою поразило сильное землетрясение Мино-Овари, в результате которого пострадал главный двор замка: юго-западная угловая башня и башня Тамон развалились, а главная башня и дворец подверглись серьёзным повреждениям. В 1893 году этот двор перешёл от военного министерства под контроль Министерства императорского дома и получил название Нагойской императорской виллы. В 1930 году статус виллы был отменён, и замок передали городу Нагоя.
Местная власть открыла виллу, подаренную императором Японии жителям Нагои, для публичного обозрения и добилась занесения старинных зданий и цветных настенных росписей сооружения в реестр Национальных сокровищ страны. К сожалению, эти ценности — дворец основного двора, главная башня, северо-западная угловая башня, главные ворота — сгорели в пожаре 1945 года, что был вызван целевой бомбардировкой замка авиацией США в конце Второй мировой войны (золотые сятихоко удалось уберечь, поскольку во время войны их сняли, чтобы они не служили ориентиром для авиации противника; также уберегли часть настенных росписей).

### Новейшая эпоха
После войны руины замка, за исключением третьего двора, были превращены в парк «Замок Нагоя». В нём сохранились невредимыми три башни и трое ворот, а также часть сада второго двора. Также, практически весь фундамент замка, вместе с рвами, балками и основами ворот остались в относительно хорошем состоянии.
В 1959 году главная башня нагойского замка была отреставрирована на пожертвования общественных организаций и жителей Нагои. Она стала очередным символом города, наряду с золотыми сятихоко (со времён Второй мировой войны они хранились в музее, но в июле 2005 года были снова установлены на крыше главной башни). Со времени завершения реставрационных работ башня работает как музей.
После восстановления главной башни планировалось восстановить дворец главного двора замка, но в конце 1980-х годов японская экономика находилась в кризисе, и денежные средства не поступали. В 2002 году общественная организация «Форум дворца главного двора», основанная в мае 1994 года, возобновила сбор средств и пожертвований. Через 5 лет Агентство по делам культуры при Министерстве спорта, образования и культуры Японии дало разрешение на реставрацию дворца. Работы по его восстановлению начались в 2008 году. Их планируется закончить к 2022 году.
Для повышения популярности замка Нагоя в Японии и за рубежом 6 апреля 2006 года он был внесён в список Ста лучших японских замков (яп. 日本100名城).